# مجزرة ود النورة
مجزرة قرية ود النورة هي مجزرة وقعت أحداثها يوم الأربعاء 5 يونيو/حزيران 2024 الموافق 28 ذو القعدة 1445 هـ حوالي الساعة 5:00 (GMT+2) عندما هاجمت قوات الدعم السريع قرية ود النورة بولاية الجزيرة مرتين، مما أسفر عن مقتل مما لايقل عن 100 مدني، ووقعت المجزرة بعد أن حاصرت قوات الدعم السريع القرية وأطلقت النار على السكان.

## المجزرة
وأفادت لجان المقاومة المدنية أنه بعد تمركز قوات الدعم السريع في مكتب النالة على أطراف القرية، قامت بتوثيق نفسها باستخدام القصف العنيف والمدفعية الثقيلة والمدافع المزدوجة والرباعية على القرية  قامت القوات الجوية السودانية بتفريق قوات الدعم السريع وإجبارهم على التراجع إلى حي العشرة القريب، ونهبوا القرية. بعد ذلك، حشدت قوات الدعم السريع عشرات الآليات وعادت إلى أطراف قرية ود النورة لمحاصرة القرية وحصارها وبعد مواجهة مقاومة قوية من القرويين على الرغم من عدم تطابق قدرات الأسلحة، دخلت الميليشيا القرية عن طريق المستشفى. وقاموا بنهب السيارات والأسواق والمنازل بشكل عنيف، وقطعوا شبكات الاتصال في القرية، ونشروا قواتهم على أسطح مباني المساجد، واستهدفوا المواطنين بشكل عشوائي بالقوة النارية، وكان معظمهم غير مسلحين. ولم تصل أي تعزيزات للقوات المسلحة السودانية إلى القرية بعد بدء الهجوم الثاني عليها

## ما بعد الكارثة
وأظهرت مقاطع فيديو تداولتها لجان مدني، دفن العشرات من المواطنين في ساحة عامة   ومن بين القتلى الصحفي بوكالة السودان للأنباء مكاوي محمد أحمد   تأخر العثور على العدد الكامل للضحايا بسبب انقطاع الشبكة في القرية، مع تحرك الأعداد الأولية للوفيات تدريجيًا من 100 حالة وفاة إلى 200 حالة وفاة 
وزعم شهود عيان على الهجوم أن المهاجمين سيقومون بإعدام مواطنين أصيبوا بالفعل، ويستهدفون النساء والأطفال. وأدى الهجوم إلى التهجير القسري لجميع النساء والأطفال الباقين على قيد الحياة في القرية، حيث لجأ الكثير منهم إلى المناقل . وندد العديد من الناجين بالقوات المسلحة السودانية لعدم إرسالها أي تعزيزات للدفاع عن القرية خلال الهجوم الثاني، على الرغم من طلب العديد من القرويين المساعدة.
وبررت قوات الدعم السريع المجزرة على حسابها الرسمي على منصة " إكس " بزعمها أن القرية تسيطر عليها كتائب البرهان والمجاهدين وأنهم يخططون لمهاجمة قواتهم في منطقة جبل أولياء بالخرطوم .
وأدان مرصد مشهد لحقوق الإنسان بشدة الطبيعة العشوائية للهجمات وما نتج عنها من تهجير قسري للنساء والأطفال باعتبارها جرائم حرب تنتهك حقوق الإنسان والقانون الدولي. ودعوا المجتمع الدولي إلى التحدث علناً ضد قوات الدعم السريع، والتدخل لمنع وقوع المزيد من جرائم الحرب، وتحقيق العدالة للمسؤولين عنها.
وندد حزب الأمة القومي بالجرائم ضد الإنسانية التي ترتكبها قوات الدعم السريع، وادعى أن الهجوم يمثل استمرارًا للتطهير العرقي والإبادة الجماعية في دارفور . وحذروا المجتمع الدولي من العواقب المحتملة لإلتزام الصمت وعدم محاسبة قوات الدعم السريع على أعمال الإبادة الجماعية وإلاغتصاب والتهجير القسري.
وتم تحويل ملعب كرة قدم في القرية إلى مقبرة للضحايا 